# Distrito electoral federal 1 de Chiapas
El I Distrito Electoral Federal de Chiapas es uno de los 300 Distritos Electorales en los que se encuentra dividido el territorio de México para la elección de diputados federales y uno de los 13 en los que se divide el estado de Chiapas. Su cabecera es la ciudad de Palenque.
El I Distrito de Chiapas está formado por los municipios del extremo noreste de su territorio, que son Catazajá, La Libertad, Palenque, Sabanilla, Salto de Agua, Tila, Tumbala y Yajalón.

## Distritaciones anteriores

### Distritación 1977 - 1996
Antes de 1996, el Distrito I de Chiapas estaba formado por los municipios de Tuxtla Gutiérrez, Berriozábal, Cintalapa, Jiquipilas, Ocozocoautla de Espinosa, San Fernando y Suchiapa, siendo su cabecera la ciudad de Tuxtla Gutiérrez.

### Distritación 1996 - 2005
En la Distritación vigente de 1996 a 2005 el Primer Distrito de Chiapas tenía exactamente la misma composición y territorio, formado por los mismos municipios.

## Diputados por el distrito
| Diputado                         | Grupo parlamentario | Legislatura     | Periodo     |
| -------------------------------- | ------------------- | --------------- | ----------- |
| Fernando Zepeda                  |                     | I               | 1857 - 1861 |
|                                  |                     |                 |             |
| Juan J. Ramírez                  |                     | III             | 1863 - 1865 |
| Onofre Ramos                     |                     | IV              | 1867 - 1868 |
| Onofre Ramos                     | VII                 | 1873 - 1875     |             |
| José Pardo                       |                     | VIII            | 1875 - 1878 |
| Federico Larráinzar              |                     | IX              | 1878 - 1880 |
| Manuel Victoria                  |                     | X               | 1880 - 1882 |
| Martín Morales                   |                     | XI XII XIII XIV | 1882 - 1890 |
| Miguel Utrilla Trujillo          |                     | XV XVI          | 1890 - 1894 |
| Víctor Manuel Castillo Corzo     |                     | XVII            | 1894 - 1896 |
| Ramón Pino                       |                     | XVIII XIX XX    | 1896 - 1902 |
| Ezequiel Chávez (Suplente)       |                     | XXI             | 1902 - 1904 |
| Eduardo Novoa                    |                     | XXII            | 1904 - 1906 |
| Eduardo Novoa                    | XXIV XXV            | 1908 - 1912     |             |
| Jesús Martínez Rojas             |                     | XXVI            | 1912 - 1914 |
| Enrique Suárez                   |                     | Constituyente   | 1916 - 1917 |
| Emilio Araujo y Araujo           |                     | XXVII           | 1917 - 1918 |
| Emilio Araujo y Araujo           | PLN                 | XXVIII          | 1918 - 1920 |
| Luis Espinosa López              |                     | XXIX XXX        | 1920 - 1924 |
| Julio Esponda                    |                     | XXXI            | 1924 - 1926 |
| Max Cenobio Robles               |                     | XXXII           | 1926 - 1928 |
| Juan M. Esponda                  |                     | XXXIII          | 1928 - 1930 |
| Álvaro Cancino                   |                     | XXXIV XXXV      | 1930 - 1934 |
| Samuel León Brindis              |                     | XXXVI           | 1934 - 1937 |
| Gil Salgado Palacios             |                     | XXXVII          | 1937 - 1940 |
| Mariano Samayoa                  |                     | XXXVIII         | 1940 - 1943 |
| Andrés Serra Rojas               |                     | XXXIX           | 1943 - 1946 |
| Antonio Cachón Ponce             |                     | XL              | 1946 - 1949 |
| Valentín Rincón Coutiño          |                     | XLI             | 1949 - 1952 |
| Roque Vidal Rojas                |                     | XLII            | 1952 - 1955 |
| J. Guadalupe Fernández de León   |                     | XLIII           | 1955 - 1958 |
| Juan Sabines Gutiérrez           |                     | XLIV            | 1958 - 1961 |
| Rafael P. Gamboa Cano            |                     | XLV             | 1961 - 1964 |
| Jesús Cancino Casahonda          |                     | XLVI            | 1964 - 1967 |
| Martha Luz Rincón Castillejos    |                     | XLVII           | 1967 - 1970 |
| Jorge Casahonda Castillo         |                     | XLVIII          | 1970 - 1973 |
| Carlos Moguel Sarmiento          |                     | XLIX            | 1973 - 1976 |
| Juan Sabines Gutiérrez           |                     | L               | 1976 - 1979 |
| Rafael P. Gamboa Cano            |                     | LI              | 1979 - 1982 |
| Enoch Cancino Casahonda          |                     | LII             | 1982 - 1985 |
| Eduardo Robledo Rincón           |                     | LIII            | 1985 - 1988 |
| Antonio Pariente Algarín         |                     | LIV             | 1988 - 1991 |
| Antonio García Sánchez           |                     | LV              | 1991 - 1994 |
| Walter León Montoya              |                     | LVI             | 1994 - 1997 |
| Arquímides León Ovando           |                     | LVII            | 1997 - 2000 |
| Jesús Alejandro Cruz Gutiérrez   |                     | LVIII           | 2000 - 2003 |
| Jorge Utrilla Robles             |                     | LIX             | 2003 - 2006 |
| Yari del Carmen Gebhardt Garduza |                     | LX              | 2006 - 2009 |
| Juan Carlos López Fernández      |                     | LXI             | 2009 - 2012 |
| Lourdes Adriana López Moreno     |                     | LXII            | 2012 - 2015 |
| Leonardo Rafael Guirao Aguilar   |                     | LXIII           | 2015 - 2018 |
| Ricardo López Montejo            | 2018                | LXIII           |             |
| Manuela Obrador Narváez          |                     | LXIV LXV        | 2018 -      |

## Resultados electorales

### 2012
|  | Partido Acción Nacional                                           |  | Jacinta Guzmán González      |
|  | Coalición Primero México (PRI, PVEM)                              |  | Lourdes Adriana López Moreno |
|  | Coalición Movimiento Progresista (PRD, PT y Movimiento Ciudadano) |  | Martín Arellano Jaimes       |
|  | Partido Nueva Alianza                                             |  | José Chacón Jiménez          |
|  | Partido Orgullo de Chiapas                                        |  |                              |